# Crème de cassis

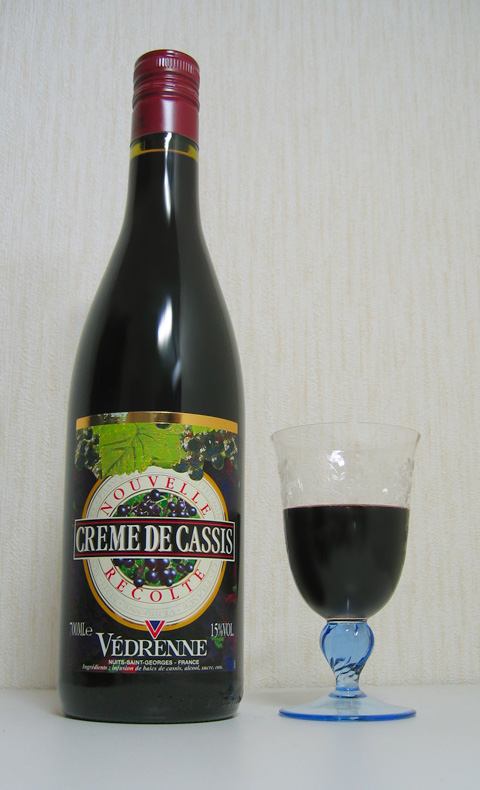
Crème de cassis.

La crème de cassis (en español ‘crema de grosella negra’) o liqueur de cassis es un licor dulce rojo oscuro hecho con grosella negra, originario de la región de Borgoña, en Francia. De consistencia cremosa y concentrada, se suele tomar mezclada con otras bebidas, por lo que se emplea como ingrediente de varios cócteles. Es especialmente conocida por el kir, el nombre dado a la antigua bebida aperitiva blanc cassis, en la que se mezcla la crème de cassis con vino blanco seco, generalmente un Borgoña aligoté. Este tipo de crema surgió en 1841 en la ciudad de Dijon, región de Borgoña, como una versión moderna de la antigua ratafía de grosella negra de siglos anteriores, a la que pronto desplazó.

## Características y elaboración
Se hace con grosellas negras, la mayoría de las veces de las variedades Noir de Bourgogne y Black Down. La primera tiene un sabor más ácido y le aporta más cuerpo, la segunda le aporta suavidad y azúcares. Las bayas son maceradas en alcohol refinado durante dos meses, y se añade azúcar de remolacha tras un proceso de decantación natural. La legislación determina que el licor resultante debe tener 15 grados de alcohol y un mínimo de 400 gramos de azúcar por litro. En la práctica la graduación alcohólica alcanza a menudo 16 y 20 grados, y la proporción de azúcar es superior al mínimo impuesto por la ley. Ésta no precisa la proporción de grosella negra, pero una crema de casis relativamente espesa, lenta en verterse y que se adhiere a las paredes de la botella o de la copa demostrará tener un alto porcentaje de fruta. No se permite añadir colorantes ni aromas artificiales.
Aunque la crème de cassis es una especialidad de Borgoña, se hace en otras ciudades de Francia, así como en Luxemburgo y Quebec. Su calidad depende de la variedad de fruta usada, así como de las proporciones de los ingredientes y del proceso de fabricación.

## Legislación
La denominación Crème de Cassis de Dijon, decretada el 21 de diciembre de 1923, garantiza que la maceración de la fruta se ha efectuado en la comuna de Dijon. Desde 1989 dispone de una indicación geográfica de origen, pero no dispone de certificado de Indicación Geográfica Protegida (IGP) dado que las bayas de casis no proceden de cultivos situados en el término municipal de la ciudad. Un consorcio interprofesional ha intentado desde 1997 obtener una Appellation d'Origine Contrôlée específica para la Crème de Cassis de Bourgogne, que garantizaría tanto el origen como la variedad de fruta, así como la cantidad usada en la elaboración.

## Producción
En el siglo XXI existen cuatro fabricantes de crema de casis en Dijon: Edmond Briottet, Gabriel Boudier, Lejay-Lagoute y L'Héritier-Guyot. Producen 13 millones de botellas de cassis cada año, lo que representa más de las dos terceras partes de la producción francesa que se eleva a 18 millones de botellas al año. El 40 % de la producción de casis de Dijon se destina a la exportación.